# Batrachotetrix nana
Batrachotetrix nana är en insektsart som beskrevs av Boris Petrovich Uvarov 1931. Batrachotetrix nana ingår i släktet Batrachotetrix och familjen Pamphagidae. Inga underarter finns listade i Catalogue of Life.